# انفجاری‌های دندانی و لثوی واک‌دار
انفجاری لثوی واک‌دار یک حرف صامت (همخوان) است. این حرف در الفبای آوانگاری بین‌المللی با /d/ نشان داده می‌شود و برابر با حرف د در زبان فارسی است. این همخوان در بیشتر زبان‌های جهان وجود دارد. یکی از زبان‌های که جز در وامواژه‌ها فاقد این همخوان است زبان هاوایی می‌باشد.